# Rudgea palicoureoides
Rudgea palicoureoides är en måreväxtart som först beskrevs av Carl Friedrich Philipp von Martius, och fick sitt nu gällande namn av Johannes Müller Argoviensis. Rudgea palicoureoides ingår i släktet Rudgea och familjen måreväxter. Inga underarter finns listade i Catalogue of Life.